# John McGraw (Baseballspieler)
John Joseph McGraw (* 7. April 1873 in Truxton, New York; † 25. Februar 1934 in New Rochelle, New York) war ein US-amerikanischer Baseballspieler und -manager in der Major League Baseball. Seine Spitznamen waren Mugsy und Little Napoleon.

## Biografie
John McGraw begann seine professionelle Baseballkarriere am 26. August 1891 bei den Baltimore Orioles in der American Association. 1892 wechselte er mit seinem Team in die National League. Zu Beginn spielte McGraw Shortstop, Second Baseman oder als Outfielder, ehe er sich auf der Position des Third Basemans etablierte. Bis 1899 blieb er in Baltimore, wechselte dann für ein Jahr zu den St. Louis Cardinals. 1901 und 1902 spielte er bei den Baltimore Orioles in der American League, den späteren New York Yankees, ehe er im Juli 1902 zu den New York Giants wechselte, deren Bild er in den folgenden 30 Jahren bestimmen sollte.
Bei den Giants übernahm er wie schon zuvor in Baltimore auch die Aufgaben eines Managers. Diese Position sollte er bis in das Jahr 1932 behalten. In dieser Zeit gewannen die Giants zehnmal den Titel in der National League sowie dreimal die World Series. Bereits 1904 gewannen die Giants 106 Spiele und damit souverän den Titel in der National League. McGraw und der Besitzer der Giants John T. Brush verweigerten ihrem Team aber die Teilnahme an der World Series gegen die Boston Red Sox, die 1903 erstmals ausgespielt worden war. Dies war der einzige Ausfall des Fall Classics bis zum Spielerstreik 1994. 1905 wiederholten die Giants den Titelgewinn in der NL und traten zu den Endspielen gegen die Philadelphia Athletics an und siegten dank dreier Shutout-Siege von Christy Mathewson in fünf Spielen.
Durch McGraws impulsive Art legte er sich immer mit den gegnerischen Teams, Managern, Zuschauern und den Schiedsrichtern an, so dass die Giants eines der unbeliebtesten Teams waren. Oftmals wurden Steine und Flaschen in fremden Stadien auf die Spieler geworfen. Durch diese Art kam McGraw auch zu seinem Spitznamen Little Napoleon. Andererseits konnte er gut mit schwierigen Charakteren umgehen und brachte Spieler, die bei anderen Teams aufgegeben worden waren, wieder zu guten Leistungen zurück. Von 1911 bis 1913 gewannen die Giants dreimal in Folge die Meisterschaft in der National League, unterlagen aber dreimal in der World Series gegen die Philadelphia Athletics (zweimal) und die Boston Red Sox. 1917 unterlagen die Giants in der World Series den Chicago White Sox. Von 1921 bis 1924 gewannen die Giants viermal in Folge die Meisterschaft der National League, 1921 und 1922 besiegten sie ihre Stadtrivalen Yankees, die sich 1923 dann ihren ersten World-Series-Titel holten. Mit diesem Sieg der Yankees endete die Dominanz der Giants in New York und die Yankees übernahmen die Vormachtstellung im New Yorker Baseball. In der letzten World Series unter John McGraw unterlagen die Giants den Washington Senators 1924 in sieben Spielen. 1932 beendete John McGraw mit 2763 Siegen und 1948 Niederlagen seine Karriere als Manager bei den Giants. Mit seinen insgesamt 2840 Siegen liegt er noch heute auf Platz zwei der ewigen Bestenliste hinter Connie Mack von den Philadelphia Athletics.
McGraw verstarb im Alter von 60 Jahren in New Rochelle. 1937 wurde er in die Baseball Hall of Fame gewählt.